# اورناواسو
اورناواسو (به ایتالیایی: Ornavasso) یک کومونه در ایتالیا است که در استان وربانو-کوزیو-اوسولا واقع شده‌است.

## خصوصیات
اورناواسو ۲۵٫۹ کیلومترمربع مساحت و ۳٬۳۸۲ نفر جمعیت دارد و ۲۱۵ متر بالاتر از سطح دریا واقع شده‌است.

## خواهرخوانده
شهر Naters خواهرخواندهٔ اورناواسو هست.